# Raed Chabab Kouba (handball)
Maillots
Raed Chabab Kouba (section Handball), est l'une des nombreuses sections du Raed Chabab Kouba, club omnisports basé à Kouba, Alger.

## Palmarès
- Champion d'Algérie (3)
  - Champion: 1970, 1971, 1972
- Coupe d'Algérie (2)
  - Vainqueur: 1971, 1974